# Chronique de mon vagabondage
Pour plus de détails, voir Fiche technique et Distribution.
Chronique de mon vagabondage (放浪記, Hōrōki) est un film japonais réalisé par Mikio Naruse, sorti en 1962.

## Fiche technique
- Titre original : 放浪記 (Hōrōki?)
- Titre français : Chronique de mon vagabondage
- Réalisation : Mikio Naruse
- Scénario : Toshirō Ide et Sumie Tanaka, d'après le roman autobiographique de Fumiko Hayashi
- Photographie : Jun Yasumoto
- Musique : Yūji Koseki
- Décors : Satoru Chūko (ja)
- Montage : Eiji Ōi
- Production : Sanezumi Fujimoto
- Société de production : Takarazuka Eiga (en)
- Société de distribution : Tōhō
- Pays de production :  Japon
- Langue originale : japonais
- Format : noir et blanc - 2,35:1 - son mono
- Genre : drame
- Durée : 124 minutes (métrage : neuf bobines - 3 384 m[1])
- Dates de sortie : 
  - Japon : 29 septembre 1962[1]
  - États-Unis : 18 septembre 1963

## Distribution
- Hideko Takamine : Fumiko Hayashi
- Akira Takarada : Fukuya
- Daisuke Katō : Nobuo Sadaoka
- Keiju Kobayashi : Fujiyama
- Kinuyo Tanaka : Kishi, la mère de Fumiko
- Jun Tatara : Tamura
- Mitsuko Kusabue : Kyōko Hinatsu
- Yūnosuke Itō : Gorō Shirasaka

## Autour du film
Ce roman autobiographique de Fumiko Hayashi avait déjà été porté deux fois au cinéma, par Sotoji Kimura en 1935 et par Seiji Hisamatsu en 1954.